# Hlboké nad Váhom
Hlboké nad Váhom – wieś i gmina (obec) w powiecie Bytča, kraju żylińskim, w północnej Słowacji. Wieś Hlboké nad Váhom powstała w 1961 roku z połączenia wsi Dolné Hlboké (założona w XVI w.) i Horné Hlboké (po raz pierwszy wzmiankowana w roku 1347).